# Kōya Kazama
Kōya Kazama (japanisch 風間 宏矢 Kazama Kōya; * 16. April 1993 in Fuchū) ist ein japanischer Fußballspieler.

## Karriere
Kazama erlernte das Fußballspielen in der Schulmannschaft der Shimizu Commercial High School. Seinen ersten Vertrag unterschrieb er 2012 in Deutschland beim VfL Osnabrück. Im Juli 2012 wechselte er nach  Japan zum Erstligisten Kawasaki Frontale. Für den Verein absolvierte er 13 Erstligaspiele. 2014 wechselte er für zwei Jahre zum Zweitligisten Ōita Trinita, die ihn 2015 an den FC Gifu ausliehen. Anschließend wurde Kazama 2016 nach Leihende von Gifu für vier Jahre verpflichtet. Für den Verein absolvierte er 115 Ligaspiele und schoss 17 Tore. Im August 2019 wurde Kazama an den FC Ryukyu ausgeliehen, die ihn anschließend ebenfalls verpflichteten. Nach zwei Jahren und 84 Einsätzen bei Ryukyu wechselte er 2022 zum Ligakonkurrenten JEF United Ichihara Chiba.